# Matadeón de los Oteros
Matadeón de los Oteros è un comune spagnolo di 290 abitanti situato nella comunità autonoma di Castiglia e León.